# Pemphigus wuduensis
Pemphigus wuduensis är en insektsart som beskrevs av Zhang, G.-x. 1997. Pemphigus wuduensis ingår i släktet Pemphigus och familjen långrörsbladlöss. Inga underarter finns listade i Catalogue of Life.